# Strike Gently (álbum)
Strike Gently es el segundo álbum de estudio por banda neoyorquina The Virgins. El álbum fue lanzado el 12 de marzo de 2013 en Cult Records.

## Canciones
| N.º | Título                             | Duración |  |
| 1.  | «Prima Materia»                    | 4:00     |  |
| 2.  | «Wheel of Fortune»                 | 3:42     |  |
| 3.  | «Flashbacks, Memories, and Dreams» | 4:14     |  |
| 4.  | «Figure on the Ice»                | 4:56     |  |
| 5.  | «Impressions of You»               | 3:58     |  |
| 6.  | «What Good is Moonlight»           | 3:16     |  |
| 7.  | «Travel Express (From Me)»         | 4:50     |  |
| 8.  | «The Beggar»                       | 4:35     |  |
| 9.  | «Amelia»                           | 4:54     |  |
| 10. | «Blue Rose Tattoo»                 | 5:35     |  |